# Qatar Holding
Die Qatar Holding LLC  (QH) ist die Investment-Sparte des Staatsfonds Qatar Investment Authority (QIA) des Emirates Katar und zuständig für die strategischen und direkten Investitionen. Erklärtes Ziel sind 17 Prozent Rendite im Jahr – was 2012 auch erreicht wurde. Die Beteiligungen der Qatar Holding sind in der Regel langfristig angelegt.
Der Fondsgründer war 2006 Hamad Bin Dschasim Al Thani. Er hatte von 2003 an ein Jahrzehnt den QIA – und dessen Tochtergesellschaft QH – als letzten großen Staatsfonds im Verbund des Golfkooperationsrats (GCC) aufgebaut und war Außen- und Premierminister.

## Leitung
Aufsichtsratsvorsitzender ist Hamad ibn Dschasim ibn Dschabir Al Thani, Vorstandsvorsitzender ist seit Ende 2018 Mansoor bin Ebrahim Al Mahmoud, welcher Abdullah bin Mohammed bin Saud Al Thani ablöste. Dieser war seit 2014 Vorstandsvorsitzender der QIA und wechselte als Minister in die Regierung. Er ist ein Angehöriger der Herrscherfamilie um Thani und löste den familienfremden Manager Al-Sayed ab, der den Fonds nur etwas mehr als ein Jahr lang leitete.

## Besitz und Beteiligungen
Die Qatar Holding hält Beteiligungen an den folgenden Unternehmen:
- Barclays: 5,50 % (Stand: Juli 2019)[4]
- Credit Suisse: 5,21 % (Stand: August 2019)[5]
- Deutsche Bank: 6,1 % (je 3,05 % kombinierte Anteile über die gesamte Familie Al Thani über die Supreme Universal Holdings Ltd. (private Holding des ehemaligen Emirs Hamad bin Chalifa Al Thani) und die Paramount Services Holdings Ltd. (private Holding des ehemaligen Premierminister Katars Hamad bin Jassim bin Jabor al-Thani), Stand: August 2019)[6]
- Flughafen Pulkowo: 24,99 % (Stand: September 2016)[7]
- Glencore: 8,73 % (Stand: Juli 2019)[8]
- Hapag-Lloyd: 14,5 % (Stand: August 2019)[9]
- Harrods-Gruppe: 100 % Übernahme (Mai 2010)[10]
- Heathrow Airport Holdings: 20 % (Stand: März 2019)[11]
- Lagardère: 13,00 % (Stand: Juli 2019)[12]
- London Stock Exchange: 10,3 % (Stand: Juli 2016)[13]
- Paris-Saint-Germain: 100 % Eigentümer (August 2021)[14] (durch die Qatar Sports Investments)[15]
- Sainsbury's: 21,9 % (Stand: Juli 2019)[16]
- Siemens: 3,27 % (Stand: August 2019)[17]
- Sporting Braga 29,6 % (Stand: Oktober 2023)[15] (durch die Qatar Sports Investments)[15]
- Vinci (Unternehmen): 3,74 % (Stand: Juli 2019)[18]
- Volkswagen AG: 17,0 % Stammaktien (Stand: August 2019)[19]